# Ana Ferreira (Miss Portugal)
Ana Laura Ferreira Guarda (Leiria, 4 de janeiro de 2002), também conhecida como Ana Laura Ferreira, é uma modelo e concurso de beleza portuguesa. Venceu o título de Miss Grand Portugal 2021.

## Biografia
Ana Ferreira é natural de Leiria e vive na cidade da Guarda. Ela trabalha como modelo profissional e pretende fazer o curso de Economia por ser a área de estudos que gosta e com a qual se identifica.
A 11 de setembro de 2021, Ana Ferreira juntou-se à Miss Portuguesa 2021, onde foi coroada Miss Grand Portugal 2021.
Como Miss Grand Portugal 2021, Ana Ferreira representará Portugal no concurso Miss Grand Internacional 2021 em Phuket, Tailândia.